# صلیب آهنین (فیلم ۲۰۰۹)
«صلیب آهنین» (انگلیسی: Iron Cross (film)) یک فیلم است که در سال ۲۰۰۹ منتشر شد. از بازیگران آن می‌توان به روی شایدر اشاره کرد.